# Irish Congress of Trade Unions
Irish Congress of Trade Unions (ICTU) är en irländsk facklig centralorganisation. Den bildades 1959 genom att Irish Trade Union Congress och Congress of Irish Unions slogs samman. ICTU har 55 medlemsförbund från både Irland och Nordirland. Sammanlagt representerade organisationen 833 486 medlemmar år 2008.